# Frontons du temple de Zeus à Olympie
Les frontons et métopes du temple de Zeus à Olympie, en style sévère, sont exposés au musée archéologique d'Olympie. Ils comprennent un ensemble de statues provenant du sanctuaire dédié à Zeus en Olympie.
Le fronton Est représente les préparatifs de la course de chars entre Pélops et Œnomaos. Le fronton ouest représente le combat entre les Centaures et les Lapithes, sous l'œil d'Apollon, figure centrale.
Les statues sont toutes en marbre de Paros, sauf sur le fronton ouest deux vieilles femmes dans le coin droit, une jeune femme dans le coin gauche et le bras d'une autre jeune femme qui sont en marbre pentélique, signe d'une restauration durant l'antiquité. Des traces de couleur montrent que les frontons étaient peints.

## Fronton Est

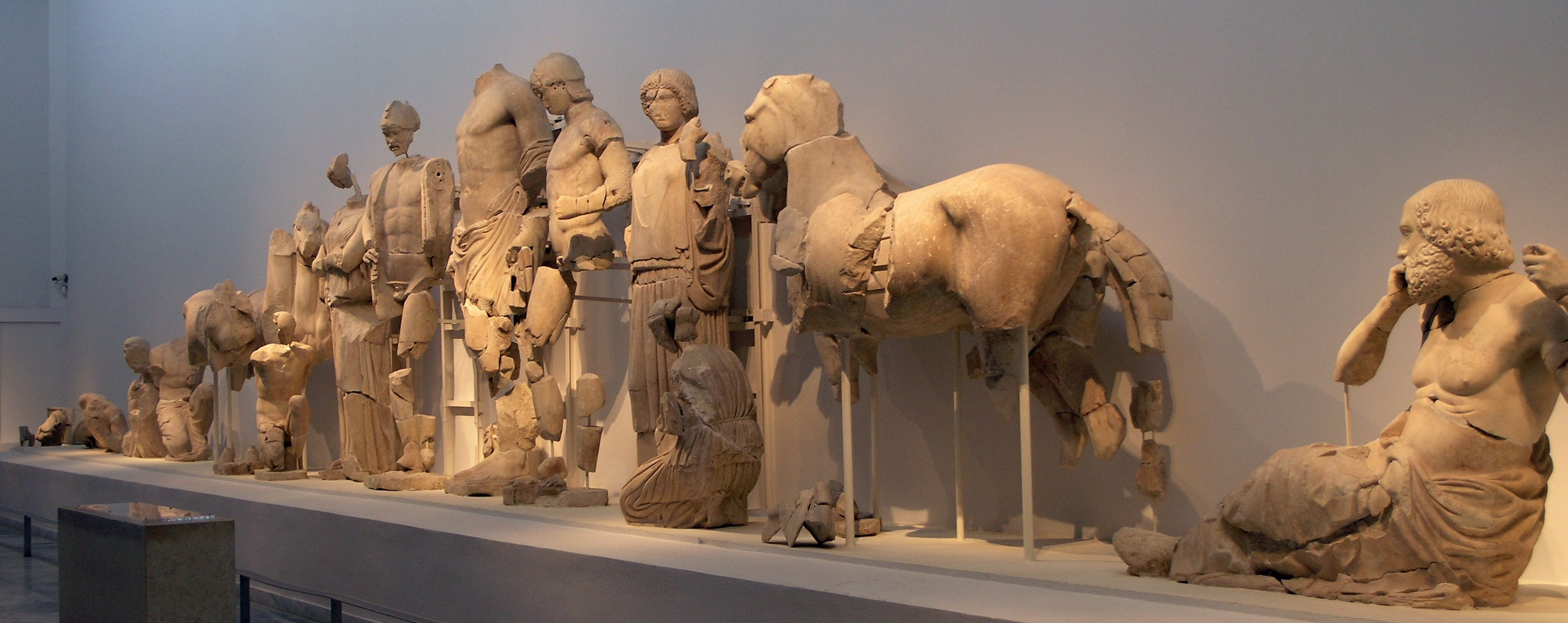
Fronton est (ensemble).

Ce fronton, d'une largeur de 26,39 m pour une hauteur de 3,47 m au maximum, représente avec 21 statues, les préparatifs de la course de chars entre Pélops et Œnomaos, un des mythes fondateurs des Jeux olympiques antiques. Pausanias l'attribue au sculpteur Paionios. Les versions les plus récentes parlent du « maître d'Olympie ». Le fronton daterait du milieu du Ve siècle av. J.-C.
Les statues, à l'échelle 1,5, sont toutes en ronde bosse, hormis trois des chevaux. Aucune des statues n'est complète. Aucune trace des chariots (en bronze comme les armes des personnages) n'a été retrouvée, sauf là où ils étaient reliés aux chevaux. La place des figures a été fixée en fonction de l'endroit où elles ont été retrouvées lors des fouilles, d'où les interprétations parfois divergentes et contradictoires,.
Les reconstitutions les plus récentes proposent comme figure centrale Zeus, avec le foudre à la main. Supposé invisible aux concurrents, il est tourné vers Pélops qu'il favorise donc. À gauche, se tient debout Œnomaos, casqué, avec une lance, disparue, à la main, puis son épouse Stéropé, une main sur le menton, en signe d'inquiétude. Viennent ensuite les chevaux d'Œnomaos. À leurs pieds se trouve une statue pour laquelle les interprétations varient : certaines y voit un palefrenier inconnu, d'autres Myrtilos, l'aurige d'Œnomaos. Viennent ensuite un devin (Clytios ou Amythaon), un jeune homme, qui pourrait être à nouveau l'aurige Myrtilos et enfin la personnification du fleuve Kladéos dans l'angle du fronton, ou l'Alphée selon d'autres interprétations. À droite, se tient Pélops, casqué, une lance, disparue, dans la main droite et un bouclier, disparu, dans la main gauche ; puis sa future épouse, prix de la course de chars, Hippodamie, soulève un pan de son péplos, geste rituel de la jeune mariée. Une jeune femme s'occupe des chevaux. Vient ensuite un devin (Clytios, Iamos ou Amythaon), le visage exprimant l'angoisse, car il a prévu l'issue de la course. La figure suivante est celle d'un enfant jouant avec son orteil. Enfin, la personnification du fleuve Alphée (ou Kladéos) fait l'angle du fronton,.

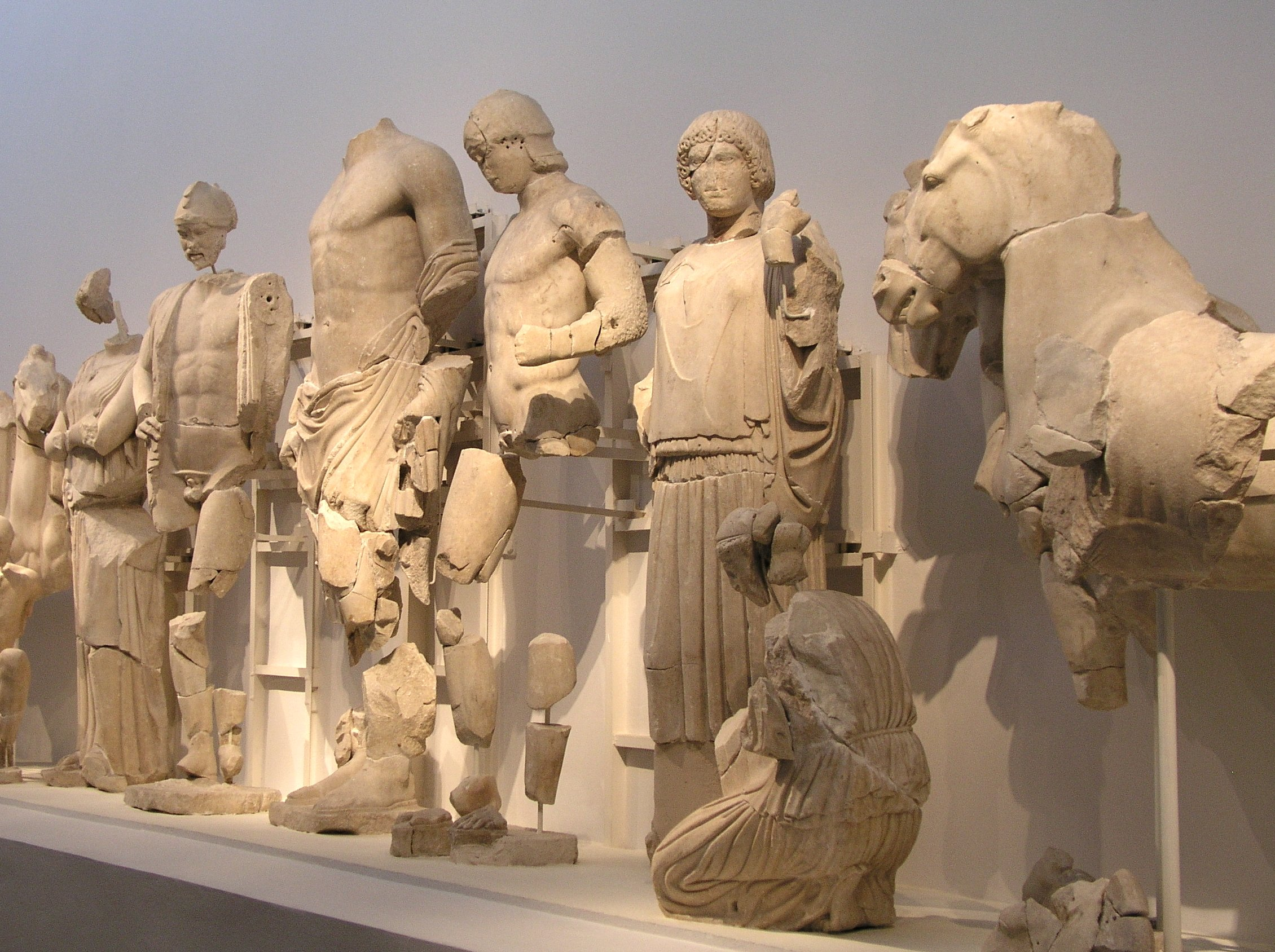
Fronton est, partie centrale. À gauche : Œnomaos, casqué, avec une lance, disparue, à la main ; puis son épouse Stéropé, une main sur le menton, en signe d'inquiétude ; puis les chevaux d'Œnomaos. Au centre : Zeus (sa tête n'a pas été retrouvée). À droite : Pélops, casqué, une lance, disparue, dans la main droite et un bouclier, disparu, dans la main gauche ; puis sa future épouse, prix de la course de chars, Hippodamie, soulève un pan de son péplos, geste rituel de la jeune mariée ; une jeune femme, agenouillée, s'occupe des chevaux.
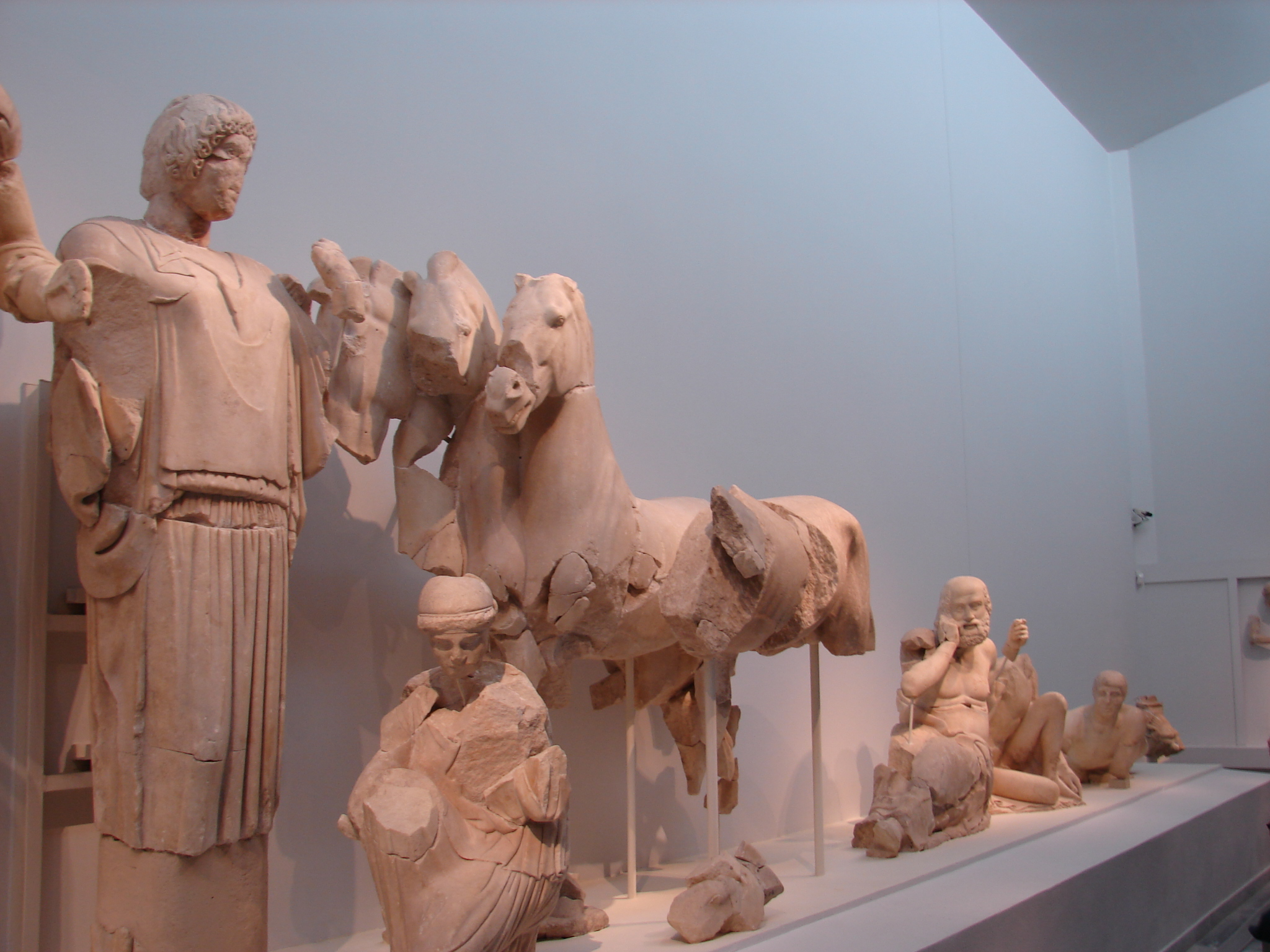
Fronton est, partie droite. Femme d'Oinomaos, Stérobè; une jeune femme, agenouillée, s'occupe des chevaux ; un devin (Clytios, Iamos ou Amythaon), le visage exprimant l'angoisse, car il a prévu l'issue de la course ; la figure suivante est celle d'un enfant jouant avec son orteil ; enfin, la personnification du fleuve Alphée (ou Kladéos) fait l'angle du fronton.
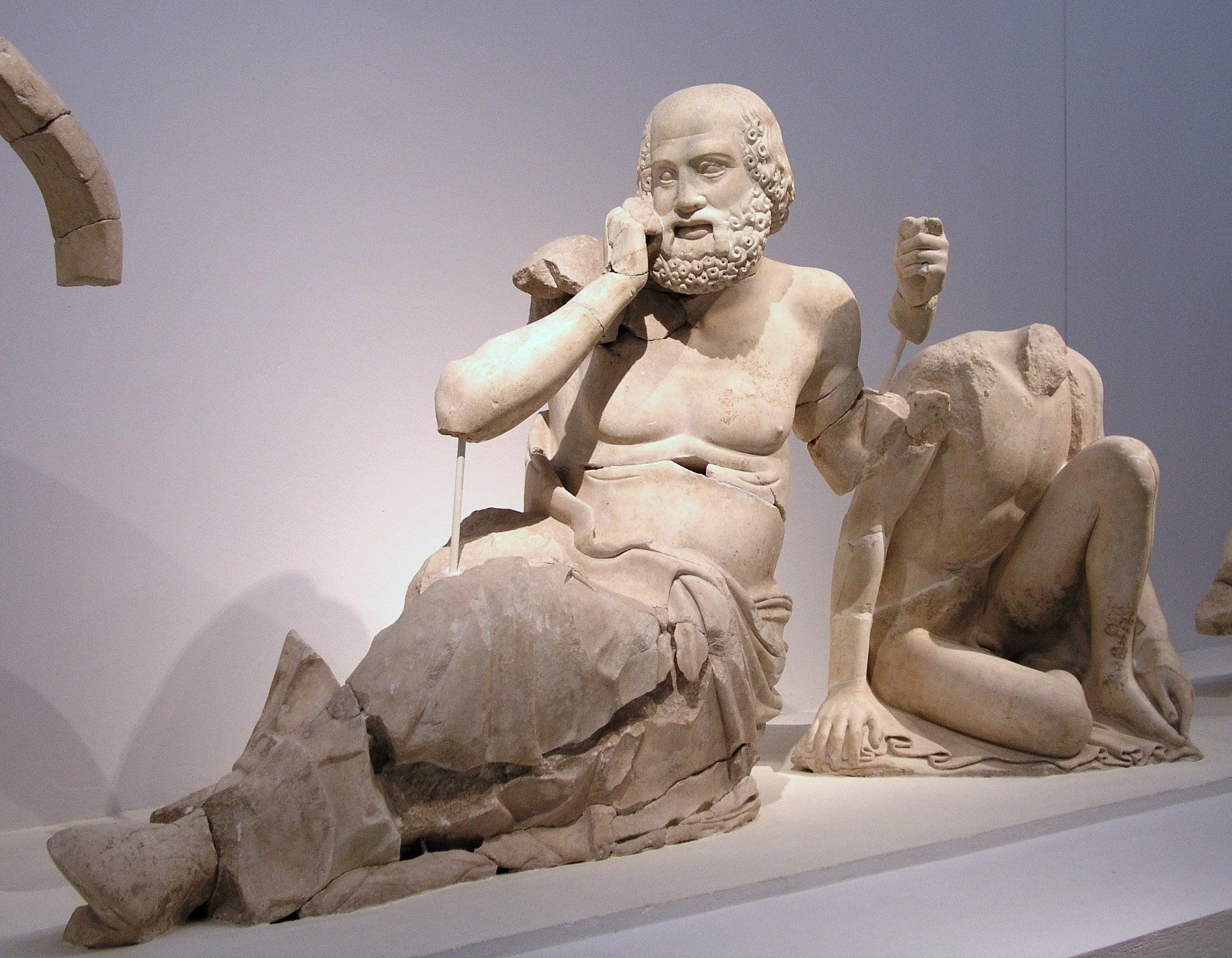
Fronton est : détail de la partie droite : un devin (Clytios, Iamos ou Amythaon), le visage exprimant l'angoisse, car il a prévu l'issue de la course. La figure suivante est celle d'un enfant jouant avec son orteil

### Détails des statues du fronton Est

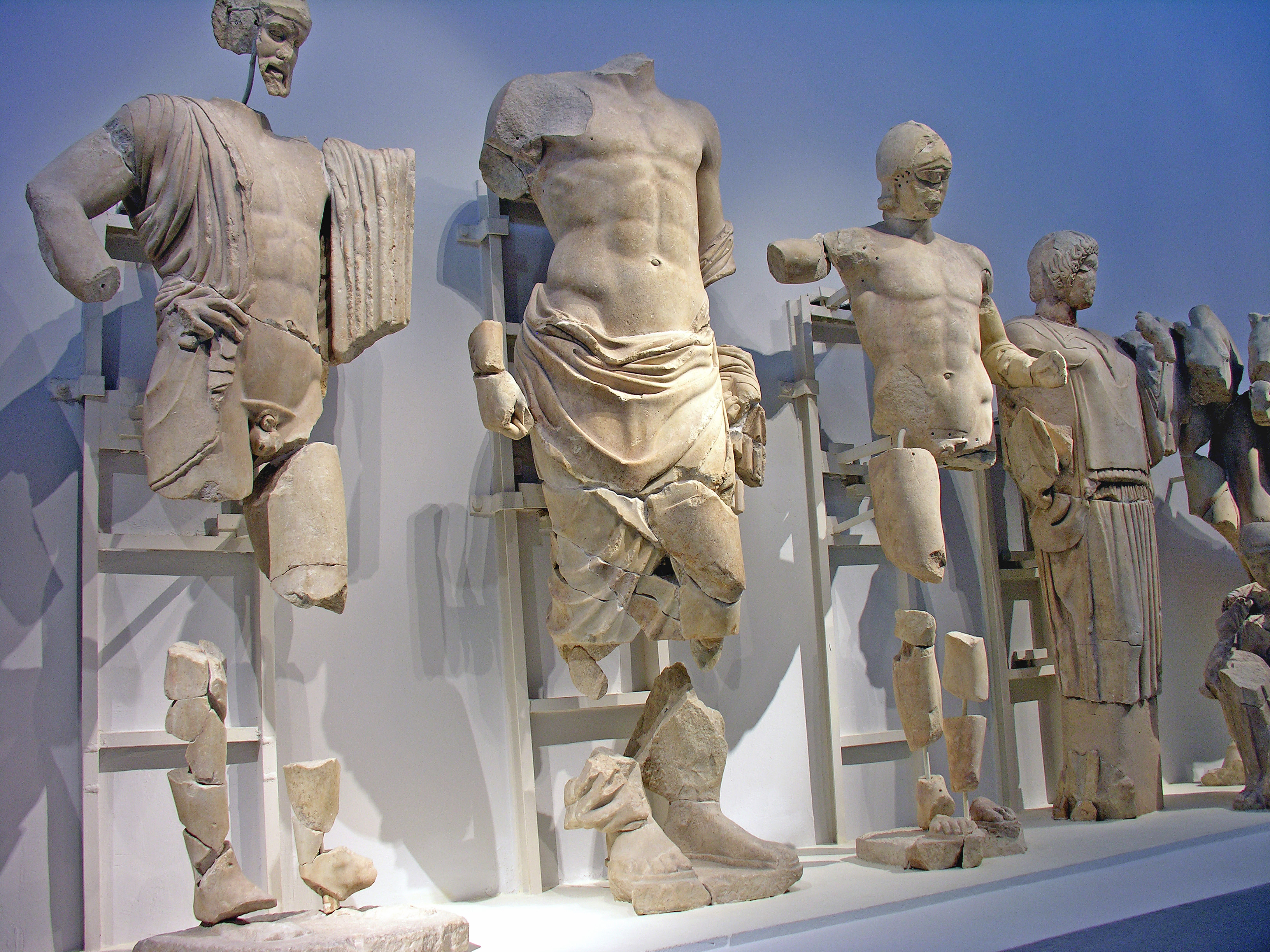
Au centre, Zeus. À sa droite, le jeune Pélops et au delà, Stéropé, femme d'Œnomaos. À la gauche de Zeus, l'homme mûr et pensif, Œnomaos.
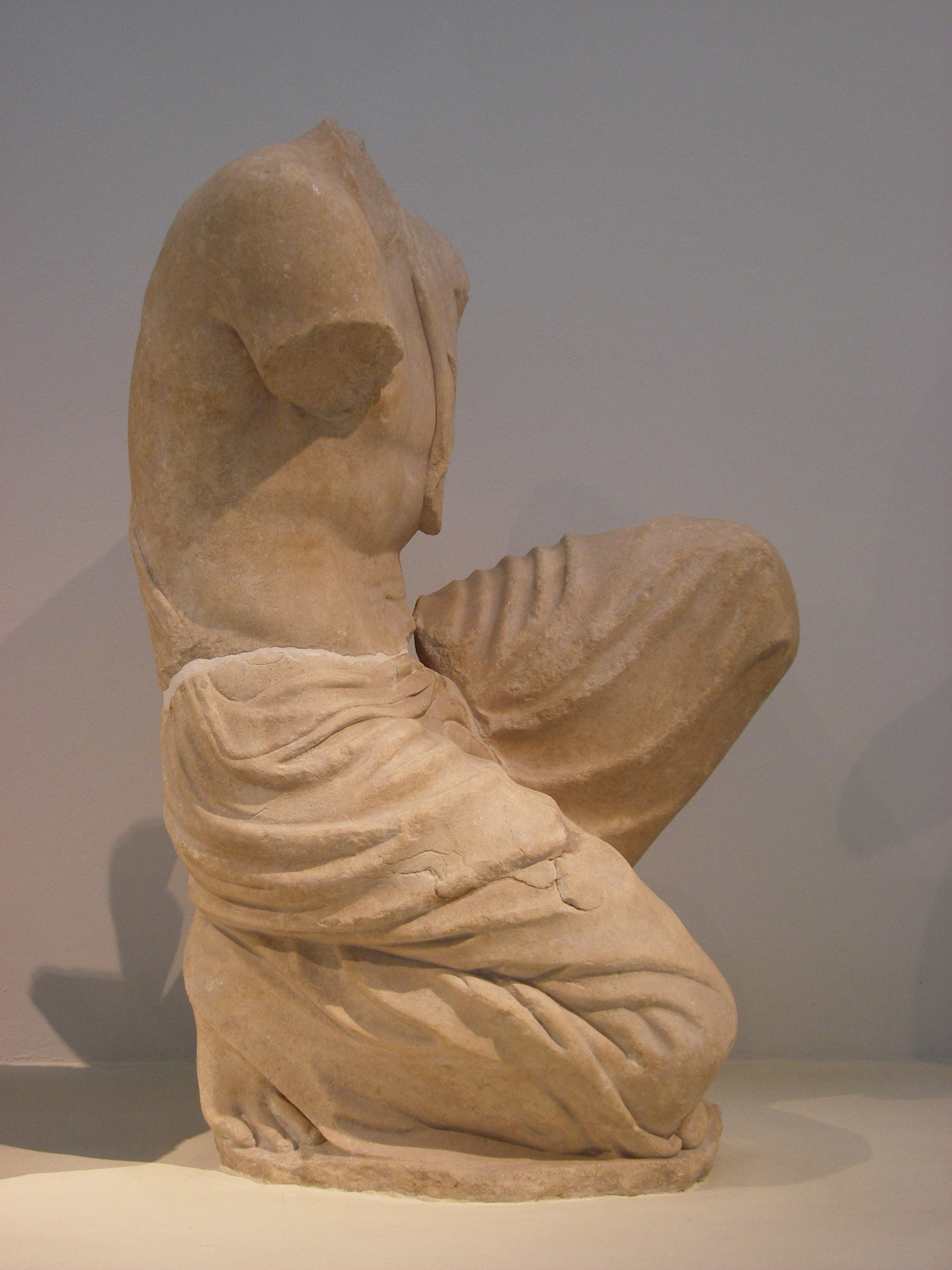
Angle sud-est. Figure de jeune homme.
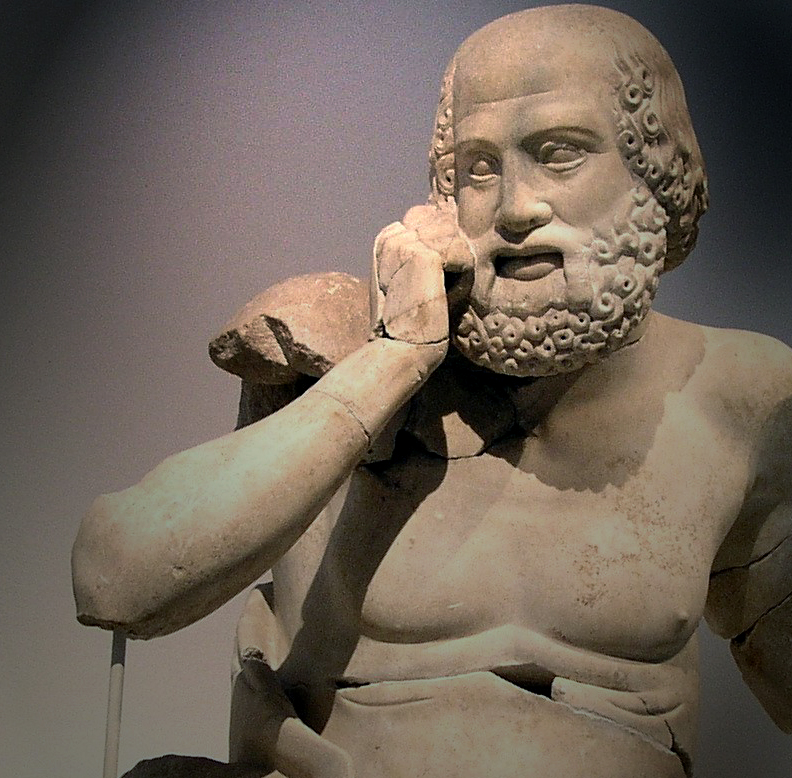
Un devin.
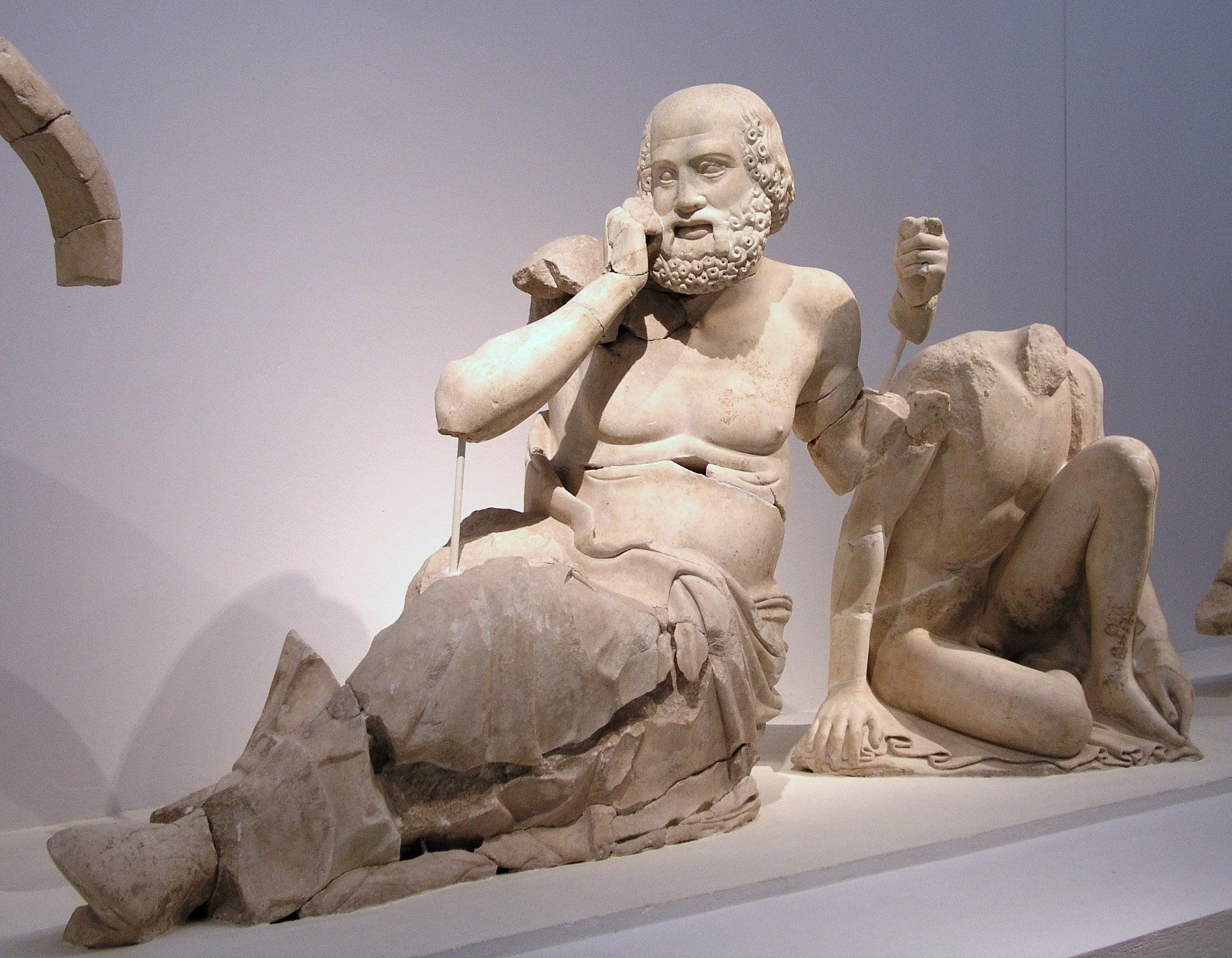
Devin âgé (H. 1,38 cm.) et jeune homme.

## Fronton ouest

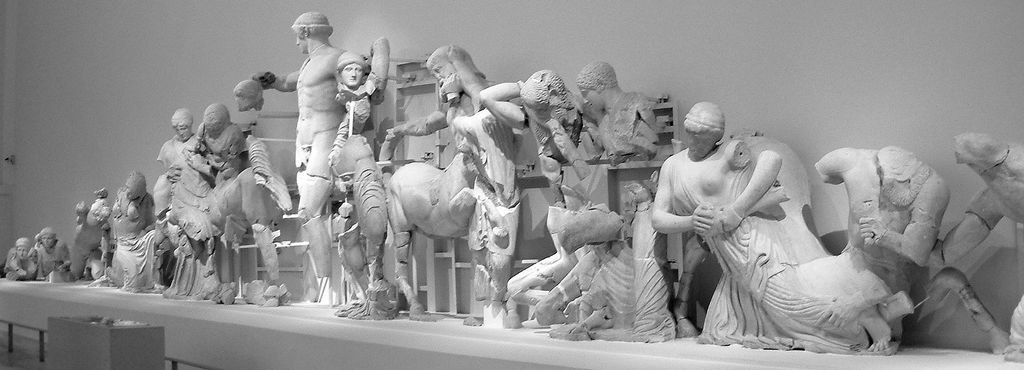
Ensemble du fronton ouest.

Le fronton ouest, attribué par Pausanias à Alcamène, représente le combat entre les Lapithes et les Centaures lors du mariage de Pirithoos. Aucune des statues n'est complète ici non plus. Celle représentant Apollon est la mieux conservée.
Le dieu Apollon, figure centrale, semble au-dessus de la mêlée, même s'il est venu à l'aide des Lapithes. Le côté droit, le mieux préservé, présente d'abord Hippodamie agressée par Eurytion que Pirithoos s'apprête à frapper. Ensuite, un jeune homme est saisi par un centaure. Plus loin, une femme lapithe, le vêtement déchiré, se libère d'un centaure blessé par l'épée d'un Lapithe agenouillé. L'angle est orné de deux figures féminines. Le côté gauche propose un décor similaire, mais en moins bon état.

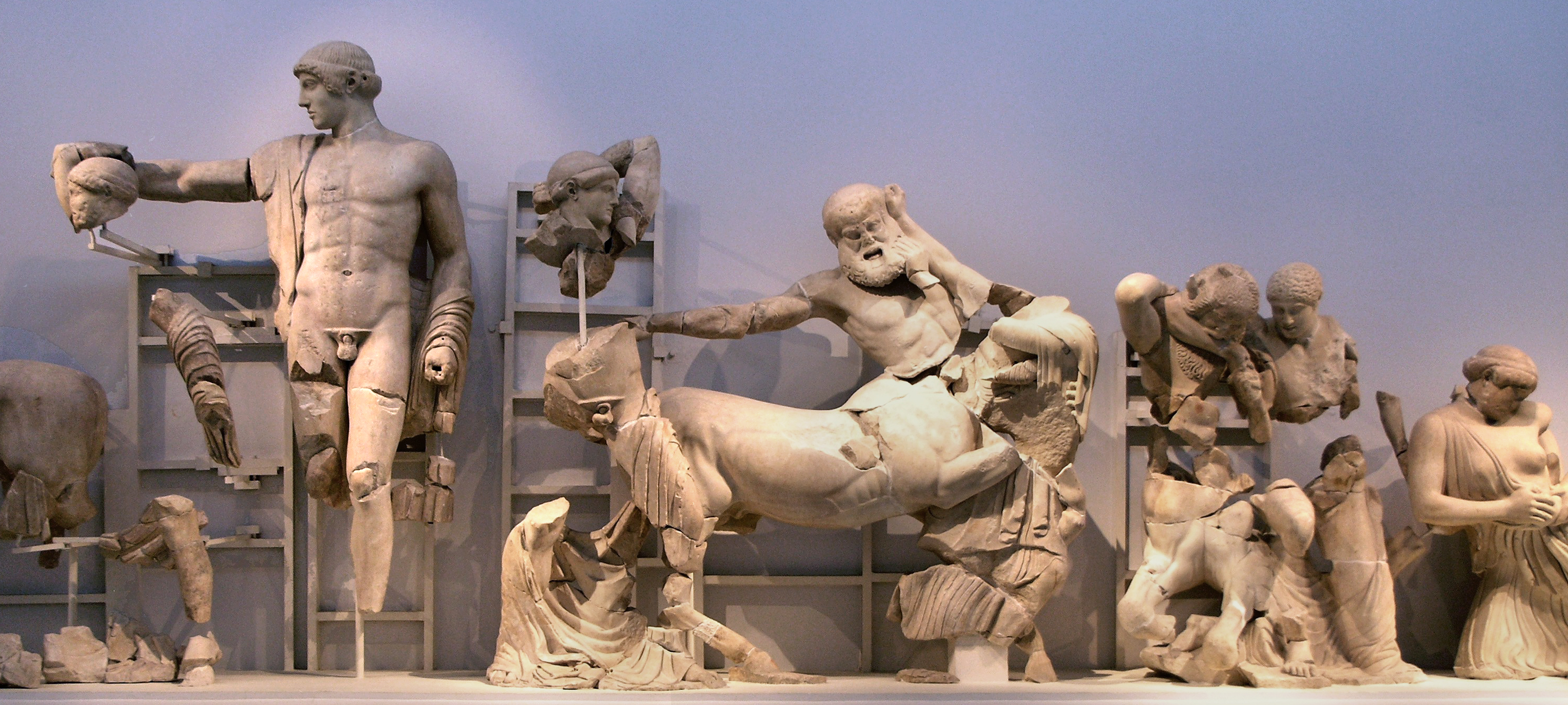
Fronton ouest, côté droit. De gauche à droite : 1. Apollon ; 2. Hippodamie agressée par Eurytion que Pirithoos s'apprête à frapper ; 3. un jeune homme est saisi par un centaure ; 4. une femme lapithe, le vêtement déchiré, se libère d'un centaure blessé par l'épée d'un Lapithe agenouillé.

### Détails des statues du fronton Ouest

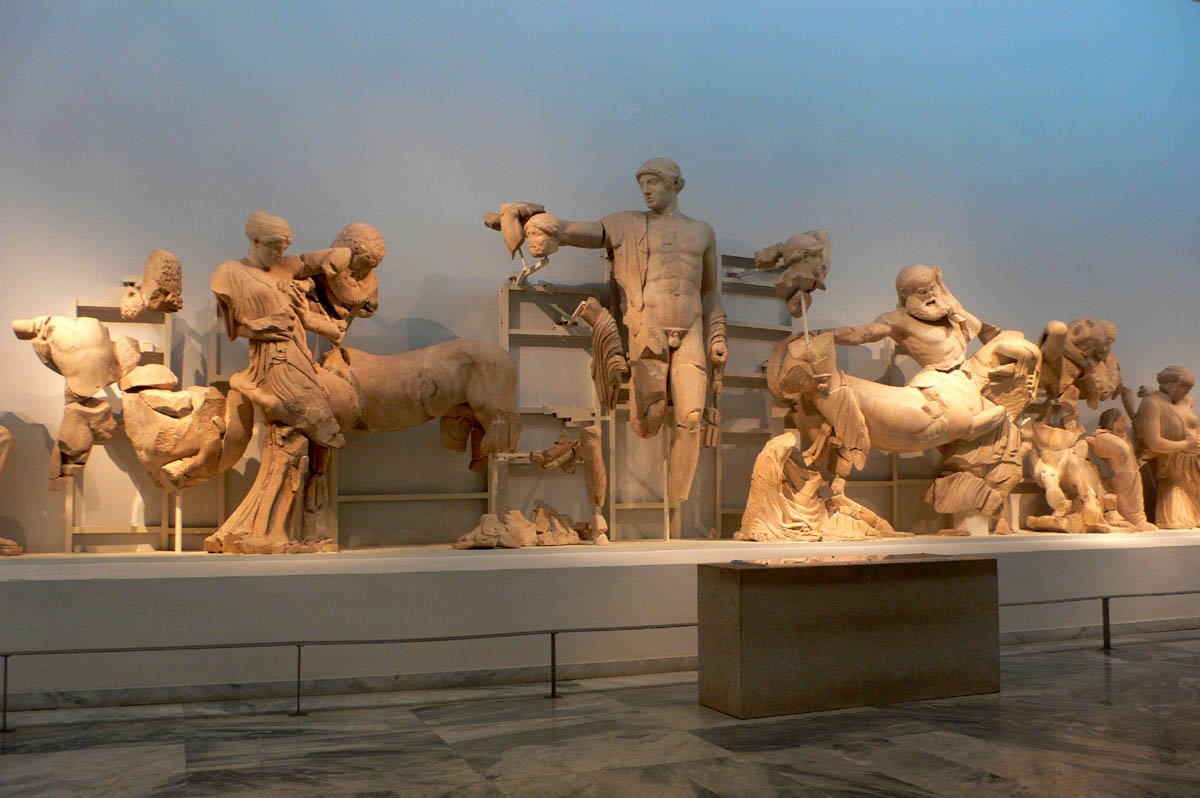
Partie centrale. Apollon
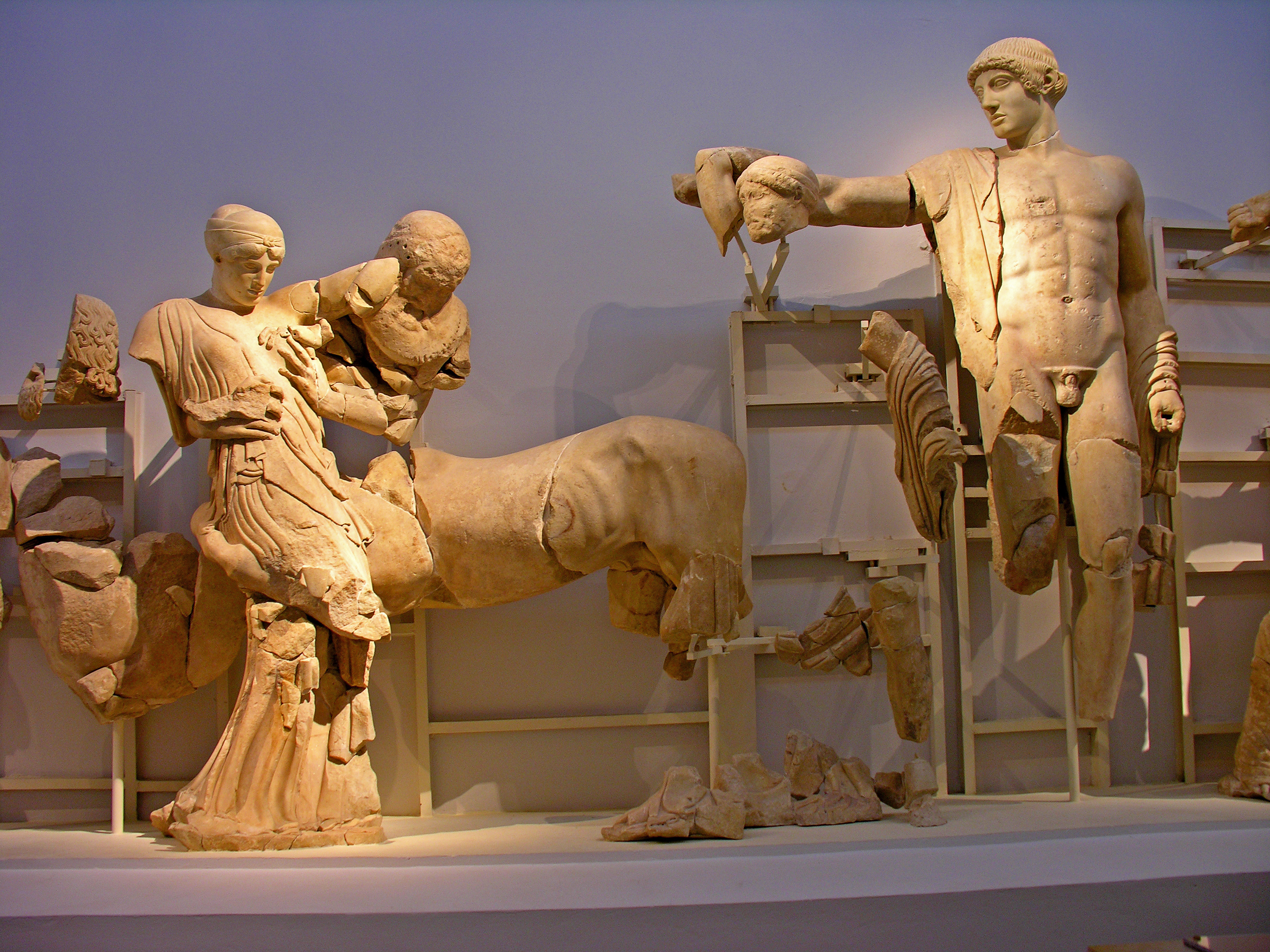
Hippodamie (épouse de Pirithoos) et le centaure Eurithion, Pirithoos et Apollon.
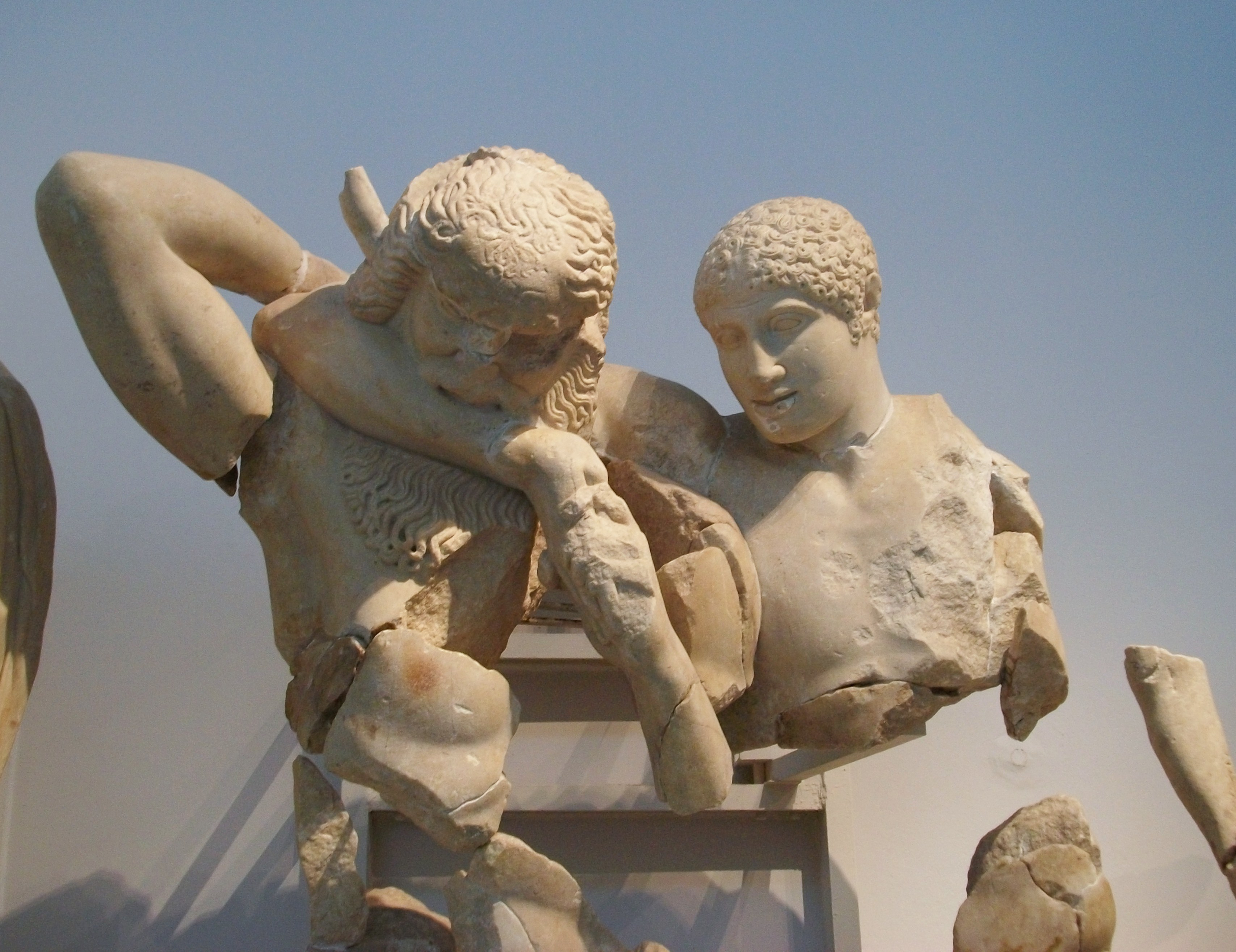
Centaure et jeune lapithe luttant.

## Reconstitution des frontons
Plusieurs propositions de reconstitution ont été élaborées et discutées. Voici deux propositions pour le fronton Est. C'est la version, ici placée en haut, qui a fait consensus.

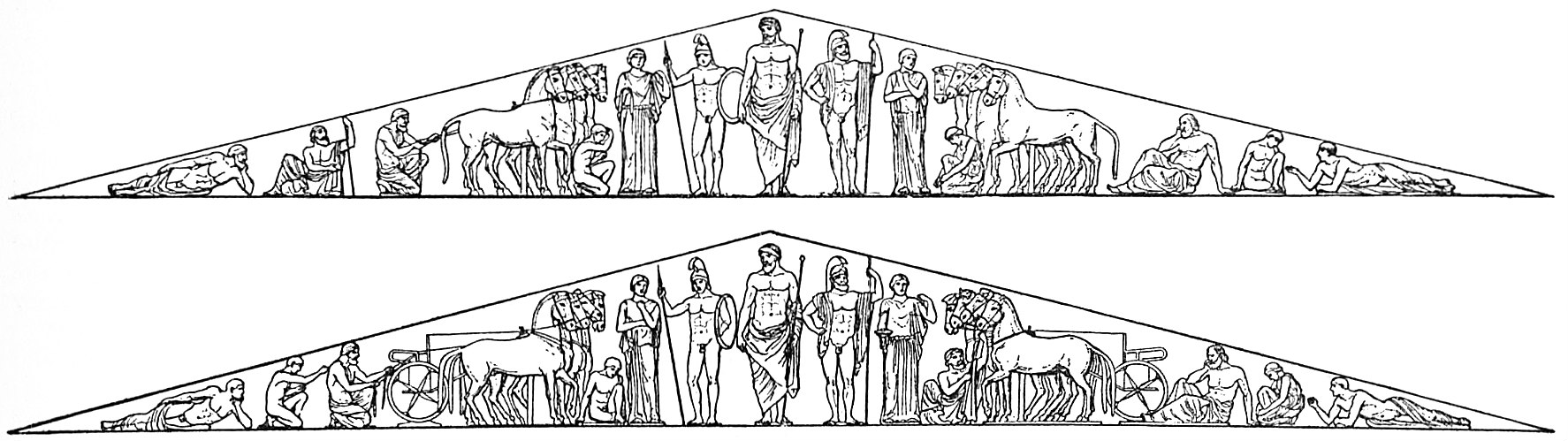
deux propositions de reconstitution pour le fronton Est

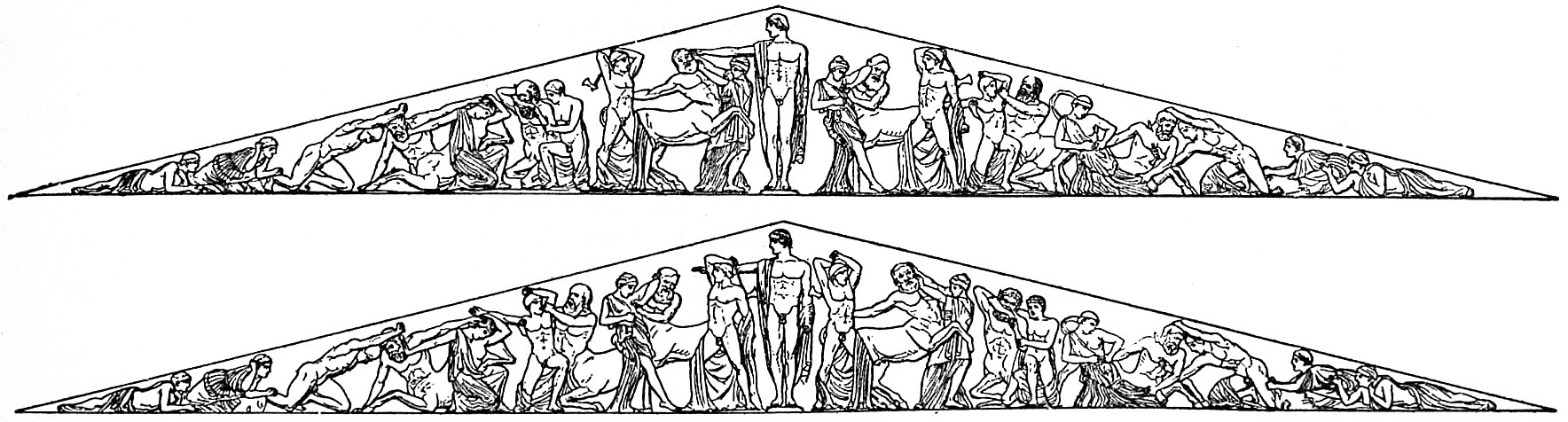
deux propositions de reconstitution pour le fronton Ouest

Il en a été de même pour le fronton Ouest. C'est la version, ici placée en bas, qui a fait consensus.